# Zawór elektromagnetyczny
Zawór elektromagnetyczny (elektrozawór)  – zawór służący do odcinania lub sterowania przepływem mediów ciekłych lub gazowych. Elementem sterującym jest cewka elektromagnetyczna. W zaworach elektromagnetycznych zmianę położenia zaworu wywołuje zmiana sygnału elektrycznego sterującego zaworem. Podczas przepływu prądu elektrycznego powstałe pole magnetyczne przyciąga rdzeń lub ruchomą kotwicę. Pokonując siłę sprężyny, rdzeń lub kotwica zostają przyciągnięte aż do ogranicznika. Po zaniku przepływu prądu znika również pole magnetyczne, a rdzeń lub kotwica wraca do pozycji wyjściowej na skutek działania siły sprężyny.

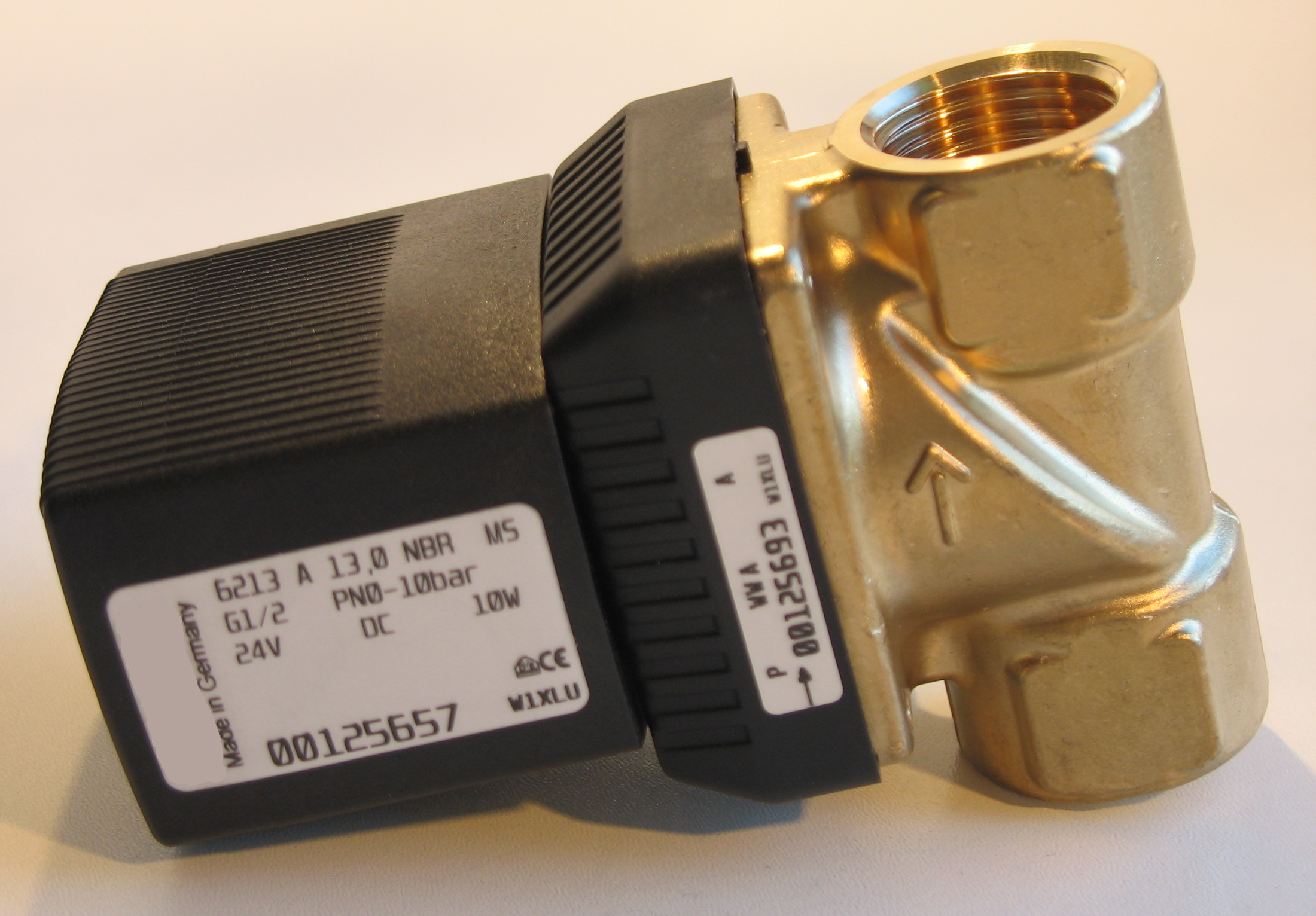
Zawór elektromagnetyczny

## Klasyfikacja
W zależności od sposobu działania, możemy wyróżnić:
- zawory bezpośredniego działania,
- zawory z serwosterowaniem/serwowspomaganiem.

W zależności od liczby możliwych dróg przepływu, wyróżniamy elektrozawory:
- 2-drogowe,
- 3-drogowe,
- wielodrogowe (rozdzielacze).

Zawory elektromagnetyczne możemy również podzielić ze względu na:
- przeznaczenie (zawór do powietrza, wody lub innego medium),
- liczbę możliwych położeń (najczęściej 2 lub 3),
- liczbę pozycji spoczynkowych (monostabilne lub bistabilne nazywane impulsowymi),
- położenie spoczynkowe (dla zaworów 2/2 drogowych „normalnie zamknięty” lub „normalnie otwarty”),
- rodzaj elementu sterującego przepływem (najczęściej rdzeń zanurzony, ruchoma kotwica, membrana lub tłoczek).

## Podstawowe parametry
Podstawowe parametry zaworów elektromagnetycznych:
- średnica nominalna (ang. nominal diameter) DN [mm],
- rodzaj przyłącza,
- wielkość przepływu Kv [m³/h],
- materiał, wykonanie korpusu oraz uszczelnień miękkich,
- napięcie zasilania,
- pobór mocy,
- zakres ciśnień,
- dopuszczalny zakres temperatur,
- czas otwarcia oraz czas zamknięcia zaworu.

## Wybrane konstrukcje

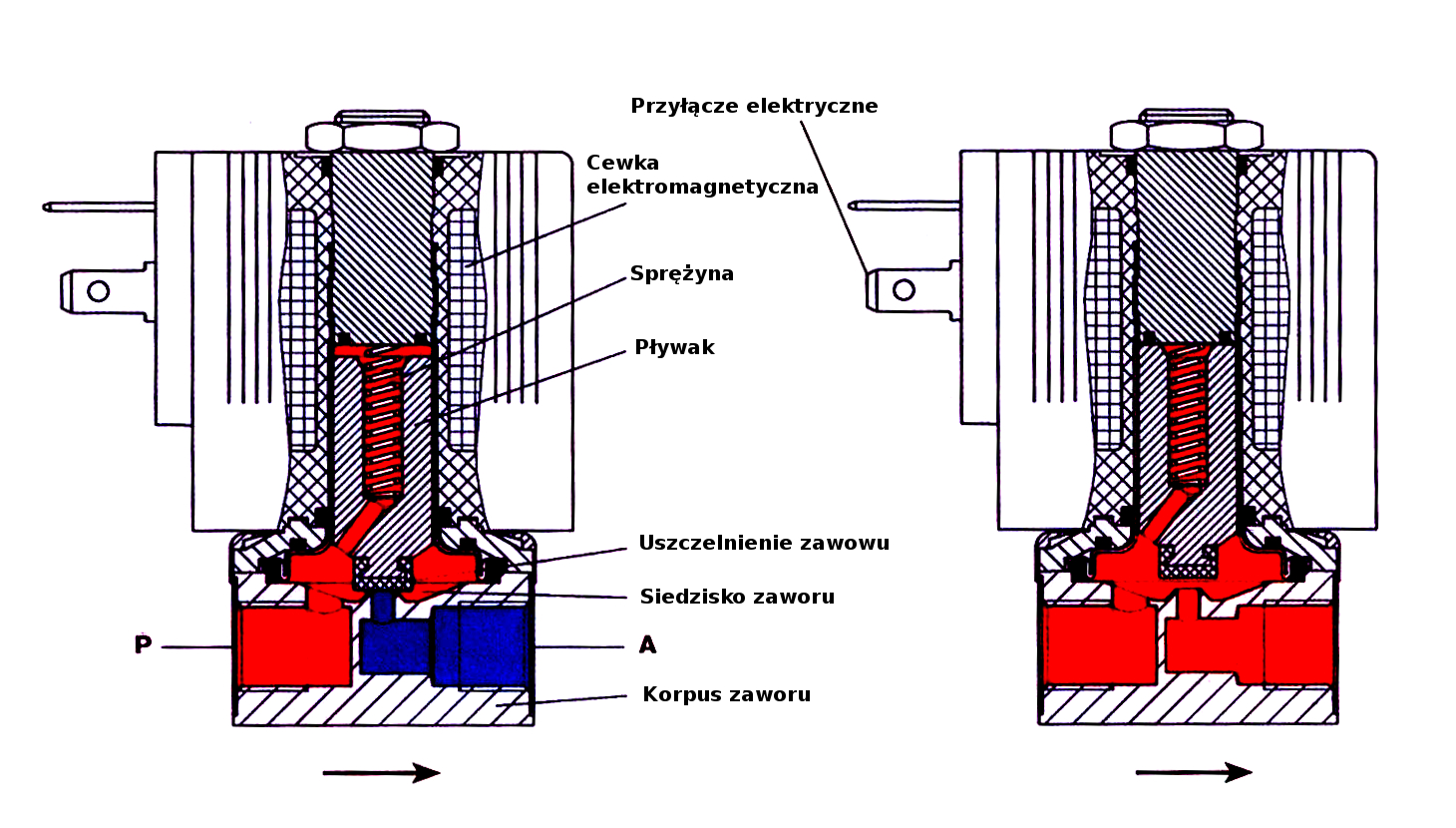
Budowa zaworu bezpośredniego działania

### Zawór bezpośredniego działania
W zaworach bezpośredniego działania uszczelnienie gniazda znajduje się bezpośrednio na rdzeniu magnetycznym. Zmiana położenia rdzenia powoduje otwarcie/zamknięcie zaworu.
Siła działająca na element sterujący przepływem pochodzi bezpośrednio z pola magnetycznego wytwarzanego przez cewkę elektromagnetyczną.
W zaworach tego typu maksymalne ciśnienie zależy od średnicy nominalnej, dlatego są one przeznaczone dla małych wartości przepływu lub ciśnienia.
Zawory bezpośredniego działania charakteryzują się krótkim czasem zadziałania (zwykle kilkadziesiąt ms).

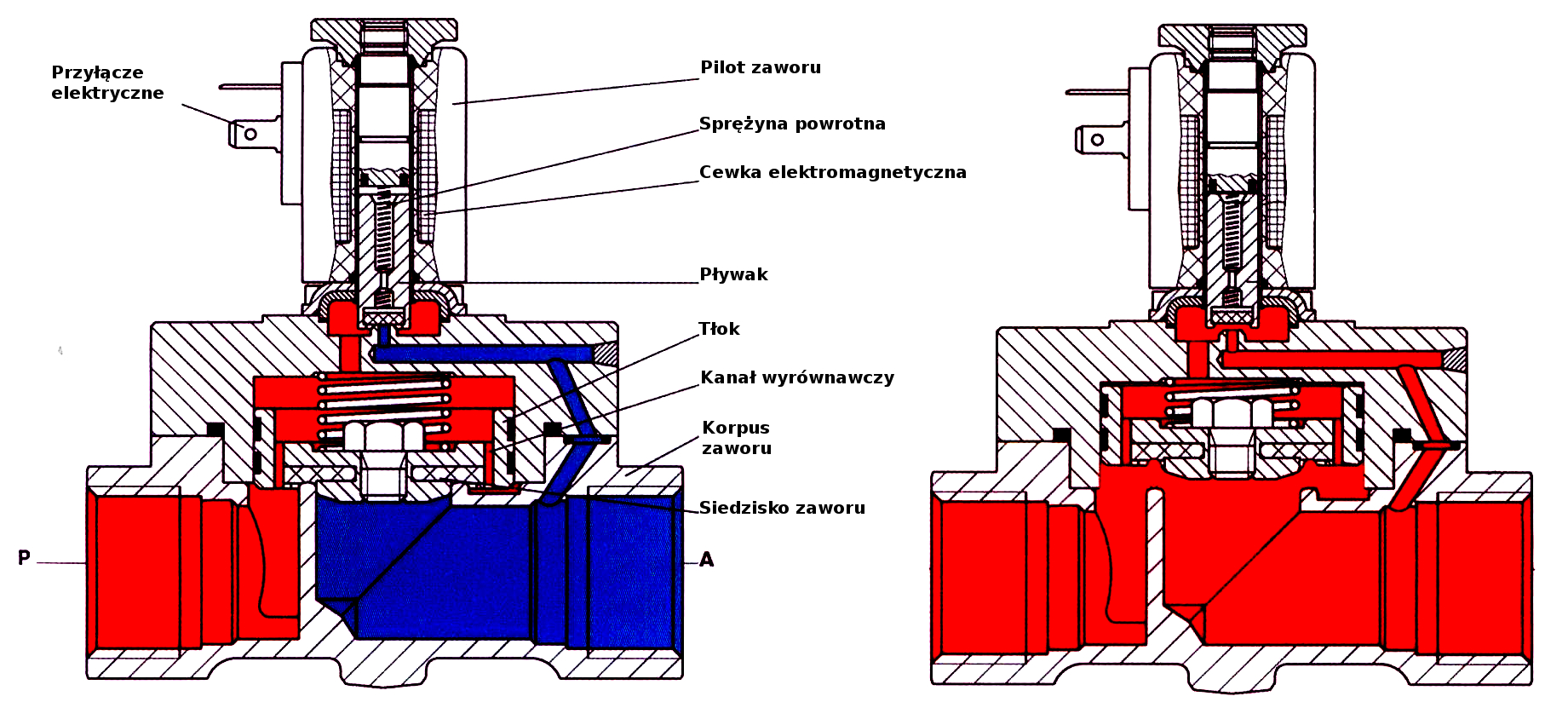
Budowa zaworu serwowspomaganego

### Zawór z serwowspomaganiem
Przy większych średnicach gniazd zaworów rośnie siła nacisku na element zamykający. Dla jej pokonania potrzebna jest odpowiednio większa siła magnetyczna.
Ze względów konstrukcyjnych i energetycznych indukowane na cewce elektrozaworu pole magnetyczne może wywołać tylko niewielką siłę mechaniczną.
Zawory serwowspomagane wykorzystują istnienie różnicy ciśnień w zaworze do wywołania siły otwierającej zawór i utrzymującej go w pozycji otwarcia.
Zawory tego typu występują w dużej rozpiętości średnic oraz charakteryzują się szerokim zakresem ciśnień pracy. Do prawidłowej pracy wymagają najczęściej istnienia różnicy ciśnień. Ze względu na małe przekroje kanałów sterujących są wrażliwe na zanieczyszczenia oraz posiadają dłuższe czasy przesterowania.